# Kostel svatého Šimona a Judy (Radostice)
Kostel svatého Šimona a Judy je římskokatolický chrám v obci Radostice v okrese Brno-venkov. Je chráněn jako kulturní památka. Je filiálním kostelem ořechovské farnosti u svatého Jiří. Bohoslužby jsou zde slouženy každou sobotu (s nedělní platností) v 15.30 hodin.

## Historie
Radostický kostel byl založen v roce 1333 vladyky Mikulášem a Petrem z Radostic. V roce 1366 byl postaven dodnes dochovaný gotický presbytář, který je zaklenut křížovou klenbou a ukončen je polygonálně. V roce 1722 došlo k přestavbě chrámu, kdy byla vybudována současná barokní loď.
Od poloviny 14. století v obci fungovala vlastní duchovní správa, farář zde působil až do konce 16. století, poté byla obec přifařena do ořechovské farnosti. 
Další obnovou prošel kostel v roce 1850. Na evangelní straně kostela je zazděn pamětní kámen s nápisem o založení kostela.